# Monahans
Monahans är en stad i den amerikanska delstaten Texas med en yta av 64,3 km² och en folkmängd som uppgår till 6 821 invånare (2000). Monahans är beläget dels i Ward County, dels i Winkler County. I Ward County är staden administrativ huvudort.

## Kända personer från Monahans
- Guy Clark, countrymusiker
- Kathy Whitworth, golfspelare